# Cinquanta bigliettoni

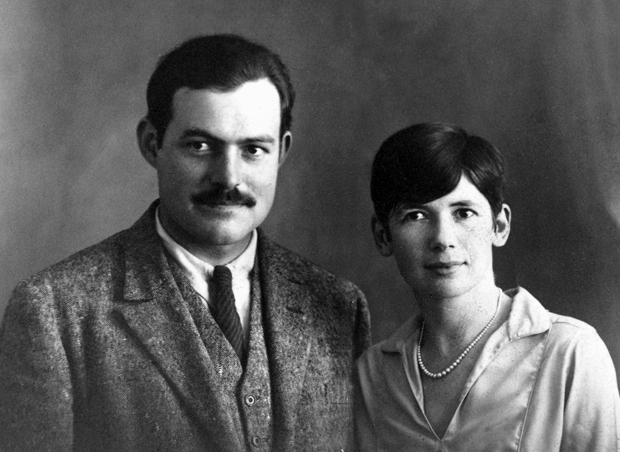
E. Hemingway nel 1927 assieme alla seconda moglie Pauline.

Cinquanta bigliettoni (Fifty Grand) è un racconto dello scrittore statunitense Premio Nobel per la letteratura 1954 Ernest Hemingway, pubblicato per la prima volta nel 1927 sulla rivista mensile The Atlantic Monthly e poi ripreso ed inserito nello stesso anno nella raccolta Donne senza uomini.

## Trama
In una palestra del New Jersey Jack Brennan, campione in carica di pugilato per i pesi welter, si sta preparando alla sfida che lo opporrà - ultimo scontro della sua carriera - allo sfidante Jimmy Walcott. La storia viene narrata da Jerry Doyle, allenatore ed amico di Jack, che gli rimane al fianco e cerca di rallegrarlo, nonostante il fatto si faccia poche illusioni sulle sue possibilità di vittoria in quanto considerato da tutti molto più debole. Nel frattempo i due discorrono anche di corse di cavalli.
Quella sera Jack ha difficoltà a prendere sonno in quanto mille pensieri paiono assalirlo tutti assieme. Il pomeriggio seguente John Collins, il suo manager, e due dei suoi migliori amici giungono in palestra; il manager si dirige con Doyle nella stanza in cui sembra che Jack stia riposando: vuole vedere il campione in piedi entro mezz'ora.
Nel frattempo tutti prendono un drink in attesa fino a quando i visitatori non se ne vanno; a tarda sera Doyle suggerisce di puntare le proprie commesse in favore dell'avversario: la posta in palio sono cinquantamila dollari per dare vincente Walcott. Doyle cerca in questo caso di approfittare comunque della situazione. Quando Jack è sufficientemente ubriaco, l'allenatore l'aiuta a mettersi a letto.
Il giorno della grande sfida, dopo la pesatura, Doyle si dirige alla camera d'albergo a loro riservata a New York e si mette a giocare a carte fino a quando Collins raggiunge il Madison Square Garden. Il combattimento comincia e Jack dimostra da subito qualità tecniche eccezionali; dopo ben undici round Collins chiede a Jack di cedere la vittoria a Walcott, ma il campione continua a procrastinare impegnandosi a lottare per salvare il proprio onore e i soldi necessari per la sua famiglia.
Perde in ogni caso, venendo squalificato per aver commesso un colpo sleale sotto la cintura.